# Mannheim-Rheinau
Mannheim Rheinau – stacja kolejowa w Mannheimie, w kraju związkowym Badenia-Wirtembergia, w Niemczech. Znajdują się tu 2 perony.